# جریکو اسپرینگز، میسوری
جریکو اسپرینگز (به انگلیسی: Jerico Springs) یک روستا (ایالات متحده آمریکا) در ایالات متحده آمریکا است که در شهرستان سدار، میزوری واقع شده‌است.
 جریکو اسپرینگز ۱٫۷۷ کیلومتر مربع مساحت و ۲۲۸ نفر جمعیت دارد و ۳۱۰ متر بالاتر از سطح دریا واقع شده‌است.